# Sampson Cay Airport
Sampson Cay Airport är en flygplats i Bahamas. Den ligger i den sydöstra delen av landet, 130 km sydost om huvudstaden Nassau. Sampson Cay Airport ligger 8 meter över havet. Den ligger på ön Rat Cay.
Terrängen runt Sampson Cay Airport är mycket platt. Trakten är glest befolkad. Det finns inga samhällen i närheten. 